# Vrabec domácí
Vrabec domácí (Passer domesticus) je malý pták z čeledi vrabcovití s kosmopolitním rozšířením. Dosahuje délky kolem 16 cm a hmotnosti v rozmezí 24–39,5 g. Opeření nedospělých jedinců a samic je převážně matně šedohnědých barev, samec má výrazné tmavě hnědé, černé a bílé vzorce. Původní domovinou druhu je patrně Střední východ, odkud se od neolitické revoluce začal spolu s člověkem a zemědělstvím rozšiřovat po celém světě. Introdukován byl mj. do Severní i Jižní Ameriky, Afriky, Australasie a na četné oceánské ostrovy. To z vrabce dělá jednoho z geograficky nejrozšířenějších, ne-li zcela nejrozšířenějšího ptáka na světě.
Žádný jiný druh ptáka nepřispěl tak zásadně k invazní ornitologii jako vrabec domácí. Naprosto výjimečná je i jeho evoluce v původním areálu.
Vrabec domácí po tisíciletí provází člověka, přičemž plachost ztratil téměř jistě již v pravěku, koncem doby kamenné. Hnízda si staví i v místech s vysokou mírou rušení. Výskyt je silně vázán na člověka a jeho venkovská i městská sídla. Vrabci se vyznačují vysokou biotopovou flexibilitou a nevyskytují se pouze v hustých rozsáhlých lesích, polárních oblastech, vysokohorské otevřené krajině a na vyprahlých stanovištích mimo lidská sídla. Živí se hlavně semeny obilnin, avšak pro samice v době snášení vajec i pro ptáčata na hnízdě tvoří klíčovou složku potravy bezobratlí. Jedná se nicméně o oportunistického všežravce a může pozřít i měkkýše, korýše, květy, pupeny nebo dokonce i menší obratlovce. Ve středoevropských podmínkách hnízdí mezi dubnem a červencem, nejčastěji koloniálně v 10–20 párech. Hnízdo z rostlinného materiálu staví ve škvírách budov, za okapy nebo na stromech. Samice klade nejčastěji 3–6 vajec a může vynést až 5 snůšek ročně, v tropech i více. Inkubace trvá 11–14 dní, ptáčata dosahují vzletnosti ve stáří 12–18 dní, avšak jsou nadále potravně závislá na rodičích po dalších 10–14 dnů.
Vzhledem k vysoké početnosti, jejich relativní krotkosti a stanovištím úzce spojeným s lidmi se vrabci často objevují v literárních i dalších uměleckých dílech. Zmínky o nich lze nalézt u starořeckých autorů i v Bibli. V řadě oblastí jsou považováni za škůdce z důvodu pojídání zemědělských plodin. Mezinárodní svaz ochrany přírody druh hodnotí jako málo dotčený, nicméně zhruba od 70. let 20. století dochází přinejmenším u evropských, severoamerických a některých asijských populací k poměrně dramatickým úbytkům, které mají spojitost hlavně s úbytkem bezobratlých živočichů, ale také predací nebo šířením nemocí.

## Systematika
Druh formálně popsal švédský přírodovědec Carl Linné v roce 1758 v desátém vydání svého díla Systema naturae pod binomickým jménem Fringilla domestica. Typový exemplář pochází ze Švédska. Rod Fringilla, kam Linné nově popsaný druh původně zařadil, začal být časem využíván hlavně pro pěnkavu obecnou (Fringilla coelebs) a jí příbuzné druhy, zatímco vrabec domácí se začal řadit do rodu Passer, který formálně vytyčil francouzský přírodovědec Mathurin Jacques Brisson v roce 1760.
Rodové jméno Passer pochází z latiny, ve které jednoduše znamená „vrabec“. Druhové jméno domesticus znamená „domácí“. K lidovým českým názvům druhu patří brabec, brablec, brabčák, brabčík, vrabčák, vrabčík, štilip, štilipec, čtilipec, čtilipák, štěrabec, šťarabec, švihlík, šviholec, šprcek, šprlec, špelec, špelc, škudlan, škudlivec, šimek, šimčík a taškář.
Rod Passer zahrnuje kolem 28 druhů vrabců. Systematika zástupců rodu ani jejich fylogenetické vztahy k ostatním vrabcovitým (Passeridae) dosud nebyly uspokojivě objasněny. Vrabec domácí je úzce příbuzný s vrabcem pokřovním (Passer hispaniolensis), nicméně jejich vzájemný vztah není  jednoznačný; situaci totiž komplikuje oblast Středomoří, kde se oba druhy běžně vyskytují a občas i kříží. V Itálii oba druhy nahrazuje vrabec italský (Passer italiae), jehož taxonomický status není zcela vyjasněn, avšak podle recentních genetických analýz se zdá, že vrabec italský vzešel z křížením vrabce pokřovního a domácího. I když řada autorit považuje vrabce italského za samostatný druh, někdy bývá považován za poddruh nebo konspecifický taxon vrabce italského nebo domácího.

### Poddruhy
U vrabce domácího je rozeznáváno 12 poddruhů. Ty se dají rozdělit do dvou skupin, a sice na palearktickou skupinu reprezentovanou P. d. domesticus a orientální skupinu reprezentovanou P. d. indicus. Každá z nich zahrnuje 6 poddruhů. Poddruhy palearktické skupiny domesticus jsou větší s šedším opeřením, a obývají západní část druhového areálu, konkrétně severní Afriku, Evropu a Přední Asii. Skupina indicus sdružuje menší poddruhy s opeřením spíše do hnědobíla; tato skupina obývá jižní a východní areál druhu. Následující přehled zobrazuje všechny rozeznávané poddruhy vrabce domácího spolu s jejich areálem výskytu.
Skupina P. d. domesticus
- P. d. domesticus Linnaeus, 1758 – nominátní poddruh, nejrozšířenější ze všech poddruhů. Vyskytuje se ve většině Evropy včetně Česka přes severní Asii až po Sachalin, Kamčatku a Japonsko. Introdukován do Jižní a Severní Ameriky, jižní Afriky, Austrálie, na Nový Zéland i do některých dalších lidmi obydlených lokalit. Do češtiny překládán jako „vrabec domácí euroasijský“.[17]
- P. d. balearoibericus von Jordans, 1923 – jižní Evropa (jih Španělska a Francie, Baleáry, Balkán; ne Itálie, Korsika a Kréta, kde jej nahrazuje vrabec italský) až Malá Asie.
- P. d. tingitanus (Loche, 1867) – severozápadní Afrika od Libye, přes Alžírsko až po atlantské pobřeží Maroka. Hlavně na východě areálu dochází se kříží s vrabcem pokřovním.[19]
- P. d. niloticus Nicoll and Bonhote, 1909 – povodí Nilu severně od Vádí Halfa v Súdánu.
- P. d. persicus Zarudny and Kudashev, 1916 – střední Írán jižně od pohoří Alborz, překrývá se s orientální skupinou ve východním Íránu a Afghánistánu.
- P. d. biblicus Hartert, 1910 – Blízký východ od Kypru a jihovýchodního Turecka do Sinaje, severní Saúdské Arábie, Iráku a západního Íránu.

Skupina P. d. indicus

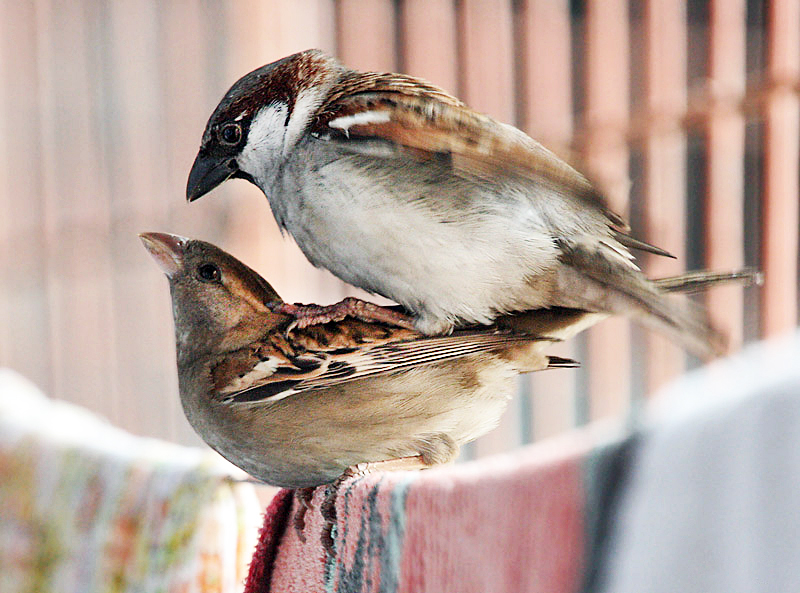
Pár indického poddruhu P. d. indicus při páření

- Pár indického poddruhu P. d. indicus při pářeníP. d. hyrcanus Zarudny and Kudashev, 1916 – severní Írán (jižně od pohoří Elburz) a přilehlý Turkmenistán.
- P. d. bactrianus Zarudny and Kudashev, 1916 – západní Turkmenistán a severovýchodní Írán až po západní Čínu a severozápadní Pákistán. Na rozdíl od většiny ostatních poddruhů se jedná o takřka plně tažný poddruh; na zimu se stahuje do nížin severozápadního Pákistánu a Indie.[20]
- P. d. parkini Whistler, 1920 – severozápadní a střední Hímálaj (od Pákistánu po jihozápadní Tibet a Sikkim). V Ladaku hnízdí až do 4500 m n. m. Populace hnízdící ve vysokých polohách bývají tažné a na zimu sestupují do nižších poloh.[20]
- P. d. indicus Jardine and Selby, 1831 – Indický subkontinent jižně od Himálají, Šrí Lanka, západ jihovýchodní Asie, východní Írán, jihovýchod Arabského poloostrova, jižní Izrael. Introdukován do Zanzibaru.[21]
- P. d. hufufae Ticehurst and Cheeseman, 1924 – severovýchod Arabského poloostrova.
- P. d. rufidorsalis C. L. Brehm, 1855 – údolí Nilu od Vádí Halfa jižně k Renku na severu jižního Súdánu a na východ Súdánu, v severní Etiopii až k pobřeží Rudého moře v Eritreji. Introdukován na Komorské ostrovy.[21]

## Rozšíření a habitat
Vrabec domácí má kosmopolitní typ rozšíření. Obývá všechny kontinenty s výjimkou Antarktidy, a také řadu oceánských ostrovů. V Severní Americe se vyskytuje ve většině oblastí s výjimkou Aljašky a severní Kanady, v Jižní Americe chybí v severních a severovýchodních oblastech (tropické deštné lesy, Andy). Ve Střední Americe je rozšířen včetně Karibiku. V Evropě se vyskytuje prakticky všude, nicméně na Apeninském poloostrově, Krétě, Sicílii, Korsice a Sardinii vrabce domácího nahrazuje vrabec italský. V Asii areál výskytu sahá po východní Sibiř. Vrabec domácí nežije v arktickém Rusku, ve východní Číně a v částech jihovýchodní Asie. V Africe obývá hlavně severní části kontinentu, údolí Nilu a africký jih, kapsovitě se však vyskytuje i ve střední, západní i východní Africe. Vrabec domácí je jedním z vůbec nejúspěšnějších ptačích druhů, a to jak do početnosti, tak do rozsahu areálu rozšíření.
Celková globální populace vrabců domácích se rámcově odhaduje na 0,9–1,3 miliard dospělých jedinců.

### Introdukce

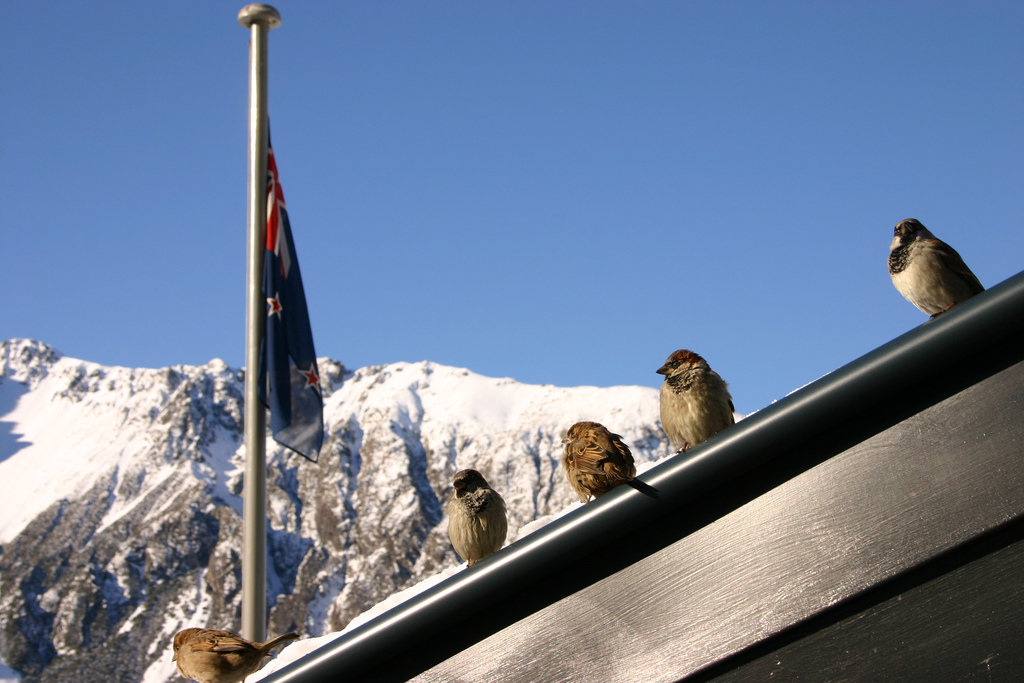
Skupina vrabců na střeše restaurace v národním parku Mt Cook, Nový Zéland

Výskyt i rozšíření vrabce domácího je silně spojováno s činností člověka, kterého tento pták doprovázel při osidlování nových končin. Jádro původního areálu rozšíření se nachází na Středním východě. Předpokládá se, že tito předci dnešních vrabců se toulali v seminomádních skupinách a společně hledali semena. Od neolitické revoluce se však vrabec domácí začal spolu se zemědělstvím postupně rozšiřovat po celém světě coby komenzál člověka. Řadu velkých oblastí přitom osídlil až v 19. a 20. století během účelových introdukcí evropských kolonistů, kteří si chtěli zdomácnět nově osídlené území známými druhy rostlin a ptáků. V případě vrabce domácího se přitom často věřilo, že pomáhá zemědělcům chytáním škodlivého hmyzu.
Do Severní Ameriky byl nejprve dovezen do New York City v roce 1850. Tito vrabci se nicméně neuchytili a v roce 1852 byli proto podpořeni dalšími introdukcemi. Následovala vypuštění do téhož města i do Nové Anglie, Utahu, Texasu a dalších států. Koncem 19. století byl vrabec domácí rozšířen ve všech státech USA. Počátkem 20. století se již sám šířil do Mexika a dále do střední Ameriky (v Guatemale poprvé zaznamenán v roce 1966, v Salvadoru roku 1972, v Kostarice 1975). V 90. letech 19. století došlo k introdukci na Kubu, v roce 1903 na Jamajku. Do Jižní Ameriky byl zavezen nejdříve do argentinského Buenos Aires (1872), následovalo chilské Santiago (1904), brazilské Rio de Janeiro (1905) a perské Callao (1953). Do Austrálie ho lidé přivezli mezi lety 1863–1870, na Nový Zéland někdy kolem roku 1865. V jižní Africe byl vypuštěn někdy na přelomu 19. a 20. století a dnes je zde k nalezení v řadě států. Relativně recentní rozšíření se týká i Evropy. Do severní Evropy i severní a západní Británie se rozšířil až v 19. století a Faerské ostrovy kolonizoval až po roce 1930. Sibiř osídlil až ve 20. století, a to s rozšířením zemědělství a lodní dopravou. Na Kanárských ostrovech zahnízdil poprvé až v roce 1998.

### Výskyt v Česku

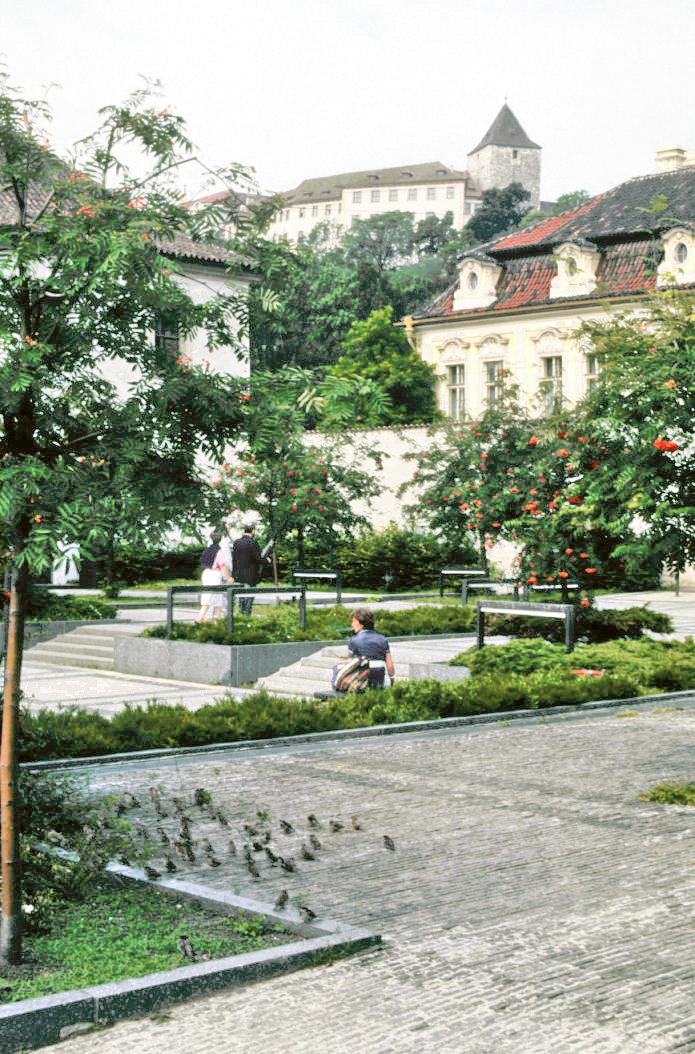
Hejno vrabců na Malé Straně (foto z roku 1988, na pozadí Pražský hrad)

V Česku vrabec domácí hnízdí na veškerém území od nížin po vysoké hory. Hnízdění bylo zaznamenáno i nad 1000 m n. m., mimo jiné v chatě na vrcholu Klínovce (1244 m n. m.) nebo na krkonošských Pomezních boudách (1040 m n. m.). Mimo hnízdění byl zaznamenán až na Luční boudě v 1410 m. V drtivé většině případů hnízdí v lidských sídlištích, v jejichž blízkosti se i zdržuje. Obecně se dá říci, že v synantropním prostředí dosahuje nejvyšších hustot výskytu. Podobně jako v dalších evropských (i některých mimoevropských) státech, i v Česku se jeho stavy snižují. Důvodů je mnoho a jsou podobné jako v řadě dalších zemí. Patří k nim úbytek vhodných biotopů, především pak zánik neupravované městské zeleně, která poskytovala vrabcům vhodný úkryt, místo pro hřadování, vodní a prachové koupele i vhodný biotop pro hledání hmyzu v době hnízdění. Zanikly i přirozeně se formující parkové kaluže, jelikož voda je odváděna hned pryč do kanalizace, nebo zaplevelené okraje parků. Často je dokonce i trávník do parku dovezen již vzrostlý. Moderní městské parky tak představují biologicky chudá, nepřirozeně strukturovaná a intenzivně upravovaná stanoviště, kde vrabci nenacházejí vhodné hnízdní příležitosti, úkryt ani potravu. Podobně vymizely i neupravené proluky mezi domy nebo dvory s popelnicemi.
K dalším důvodům úbytku českých vrabců patří ztráta hnízdních stanovišť, developerské projekty zastavující okraje města, zvýšený dopravní ruch, nárůst prosklených ploch aj. Svůj podíl mělo i snižování živočišné výroby a pokles počtu drůbežích malochovů. Pokles vrabců byl zaznamenán již v Praze ve 30. let 20. století v souvislosti s výměnou koňských povozů za automobily. Díky koním totiž vrabci měli přístup k velkému množství potravy v podobě nestrávených zrn ovsa v koňském trusu. V letech 1985–1989 byla populace českých vrabců odhadnuta na 3–6 milionů hnízdících párů, v letech 2001–2003 to bylo již jen 2,8–5,6 milionu párů. Podle dat z Jednotného programu sčítání ptáků je od té doby početnost českých vrabců víceméně stabilizovaná.

### Stanoviště

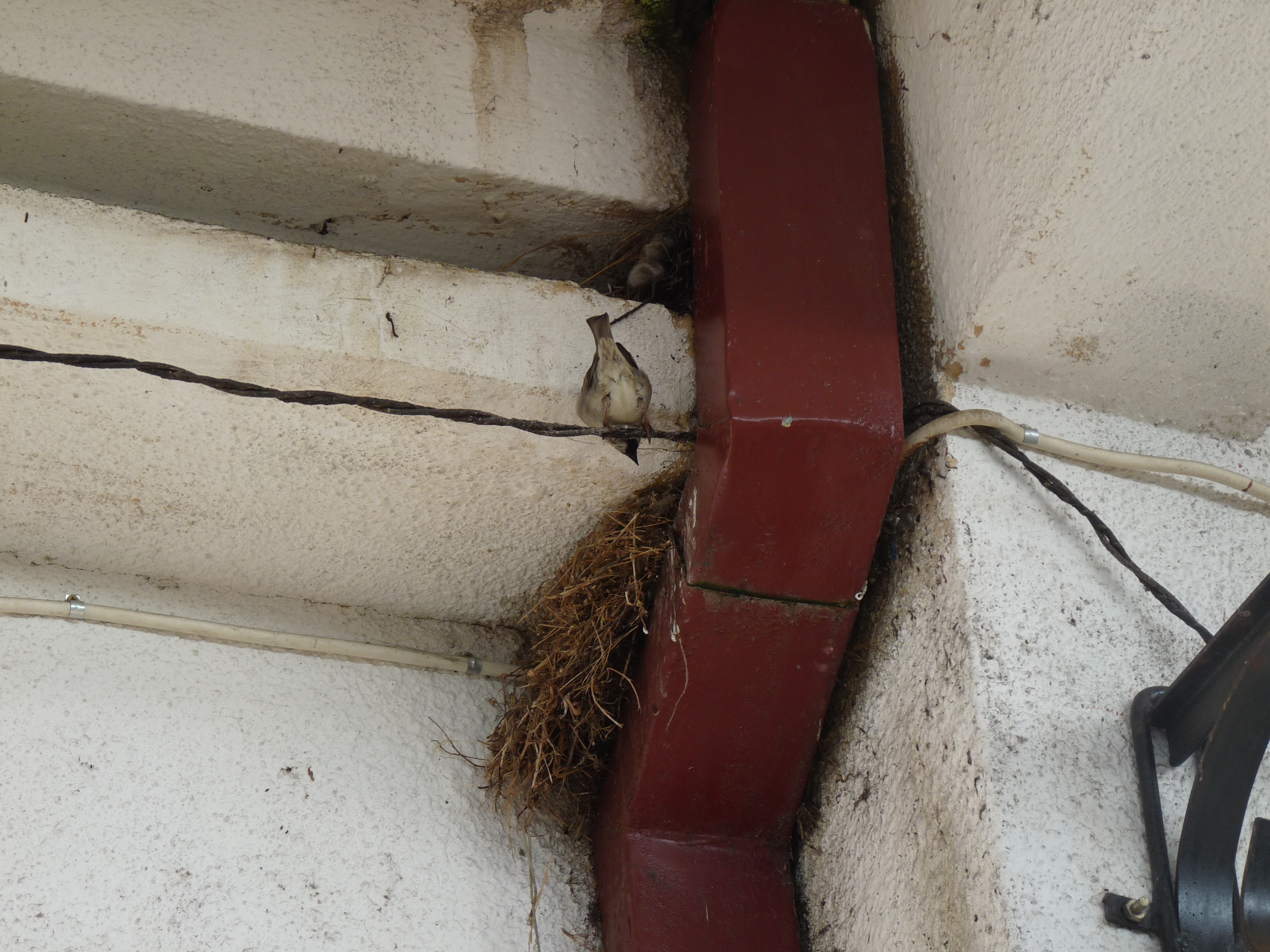
Typické urbánní hnízdo vrabce domácího za okapním svodem (Rumunsko)

Stanoviště vrabce domácího je úzce spojováno v člověkem, jeho sídly a zemědělsky obdělávanou krajinou. Nicméně nejedná se o obligátního komenzála člověka. Např. středoasijský poddruh bactrianus žije úplně mimo lidská sídla, stejně jako i některé místní populace jiných poddruhů včetně subsp. domesticus. Většina ostatních populací je však dobře adaptována na soužití s lidmi. Vrabci nezřídka hnízdí i přímo uvnitř lidských sídel, jako jsou továrny, skladiště, pivovary, železniční stanice nebo zoologické zahrady. Jsou dokonce známy případy vrabců, kteří tráví veškerý čas uvnitř budov, jako je např. případ malého hejna z londýnského letiště Heathrow, jehož členové trávili většinu času sbíráním drobků u letištního bufetu. V anglickém hrabství Yorkshire byl zaznamenán pár hnízdící v uhelném dole 640 m pod zemí; jeho potravu zajišťovali místní horníci. V urbánním prostředí jsou pro vrabce důležité budovy s otvory a škvírami, ve kterých lze dobře zahnízdit (např. za okapními svody, v průduších, ve škvírách po odpadlých dlaždicích aj.), a blízkost zelených ploch, kde lze nalézt potravu.
Vrabec domácí toleruje takřka veškeré typy habitatů s výjimkou tundry, hustého lesa, polárních oblastí a vysokohorské otevřené krajiny. I když se může vyskytovat v tropech s vysokou mírou srážek, preferuje sušší klima. Na to je patřičně adaptován vysokou tolerancí k salinnímu prostředí nebo schopností přežít bez přístupu k vodě, kterou může získávat z pouhých bobulí. Může se vyskytovat od úrovně moře, kde hledá potravu v přílivových zónách a na dunách, až po vysokohorská pohoří do 4500 m n. m.

## Popis
Vrabec domácí je robustně stavěný s širokým tělem, velkou kulatou hlavou, krátkým ocasem a silným širokým zobákem. Peří bývá načepýřené a často působí poněkud neupraveně. Jedná se o jeden z větších druhů vrabců. Délka těla dosahuje typicky kolem 16 cm. Ve shodě s Bergmannovým pravidlem, vrabci ze severnějších oblastí dorůstají až k 18 cm, vrabci z jižních, teplejších lokací měří ke 14 cm. Váha se pohybuje kolem 24–39 g, v Evropě nejčastěji kolem 30 g. Rozpětí křídel je kolem 19–25 cm. Zobák je dlouhý 1,1–1,7 cm. Ocas měří 5,2–6,5 cm.
Zobák je u kořene žlutý, zbytek zobáku je v létě tmavý až černý, v zimě šedý. Nohy jsou hnědé, drápy šedé, duhovka tmavě hnědá. U různých poddruhů se vedle zmíněných rozdílů ve velikosti vyskytují relativně malé rozdíly v opeření. Následující popis je pro evropskou subsp. domesticus. Samcovo čelo a šíje jsou hnědošedé, boční strany hlavy kaštanově šedé, tváře a příuší šedobílé, brada je výrazně černá. Přes oko se táhne nevýrazný bílý proužek. Pera na horní části hřbetu jsou černá s rezavým lemováním, na spodním hřbetu jsou šedá, kostřec a svrchní ocasní krovky jsou hnědošedé. Hrdlo je černé s šedými lemy, spodina je jinak světle šedá. Malé křídelní krovky jsou svrchu rezavé, střední křídelní krovky jsou u tělní poloviny černé a poté bílé, velké křídelní krovky jsou černošedé s rezavým lemováním. Letky jsou tmavě šedé s rezavými lemy. Křídla jsou zespodu světle šedá. Samice jsou podobné samcům, avšak nemají černé hrdlo, šíje je spíše hnědá až olivová, nadoční proužek je světlejší než u samců. Střední křídelní krovky jsou u tělní poloviny tmavohnědé a spodina je hnědošedá. Nedospělí jedinci jsou podobní samicím, avšak střední křídelní krovky jsou u tělní poloviny tmavě hnědé a poté přechází do hnědobílé. Mladí jedinci mívají hnědošedý zobák a modrošedé nohy.
Ve středoevropských podmínkách hrozí záměna hlavně s vrabcem polním, který má na rozdíl od vrabce domácího kaštanově hnědé temeno, černou skvrnu na lících a bílý krční límec.

## Biologie a ekologie

### Chování
Vrabec domácí je velmi společenský pták. Často zahnizďuje v méně čí více jednotných koloniích, společně hřaduje a během krmení i námluv se sdružuje do hejn. Preference krmení v hejnu je natolik silná, že může formovat hejna i s jinými druhy ptáků, se kterými společně shání potravu. Vrabec domácí vykazuje celou řadu komfortního a sebepečujícího chování, které jsou zároveň sociálními aktivitami. S oblibou pořádá prachové a vodní koupele; v obou případech se jedná o formu čištění peří. Během prachové koupele vrabec vytvoří v jemném prachu na zemi mělkou prohlubeň, kterou brání stejnými vizuálními prvky jako při bránění potravních zdrojů. Vrabci se přihrbují se vztyčeným ocasem a s křídly od těla podnikají výpady na ostatní vrabce kolem. Vzácně dochází i k mravenčení. Jak u potravních zdrojů, tak na hnízdištích samice dominují samcům. Vrabec hřaduje se zobákem zastrčeným mezi peří raménka.
K přepeřování dochází u nedospělých vrabců 4–6 týdnů po vylétnutí z hnízda. Postupné přepeřování trvá 2–3 měsíce, během kterých nedospělci vymění celý šat včetně letek a rýdovacích per. Dospělci přepeřují bezprostředně nebo již těsně před skončením hnízdění, což v oblastech mírného pásu odpovídá přelomu července a srpna. Dospělým vrabcům zabírá přepeření zhruba 2 měsíce.

### Pohyb

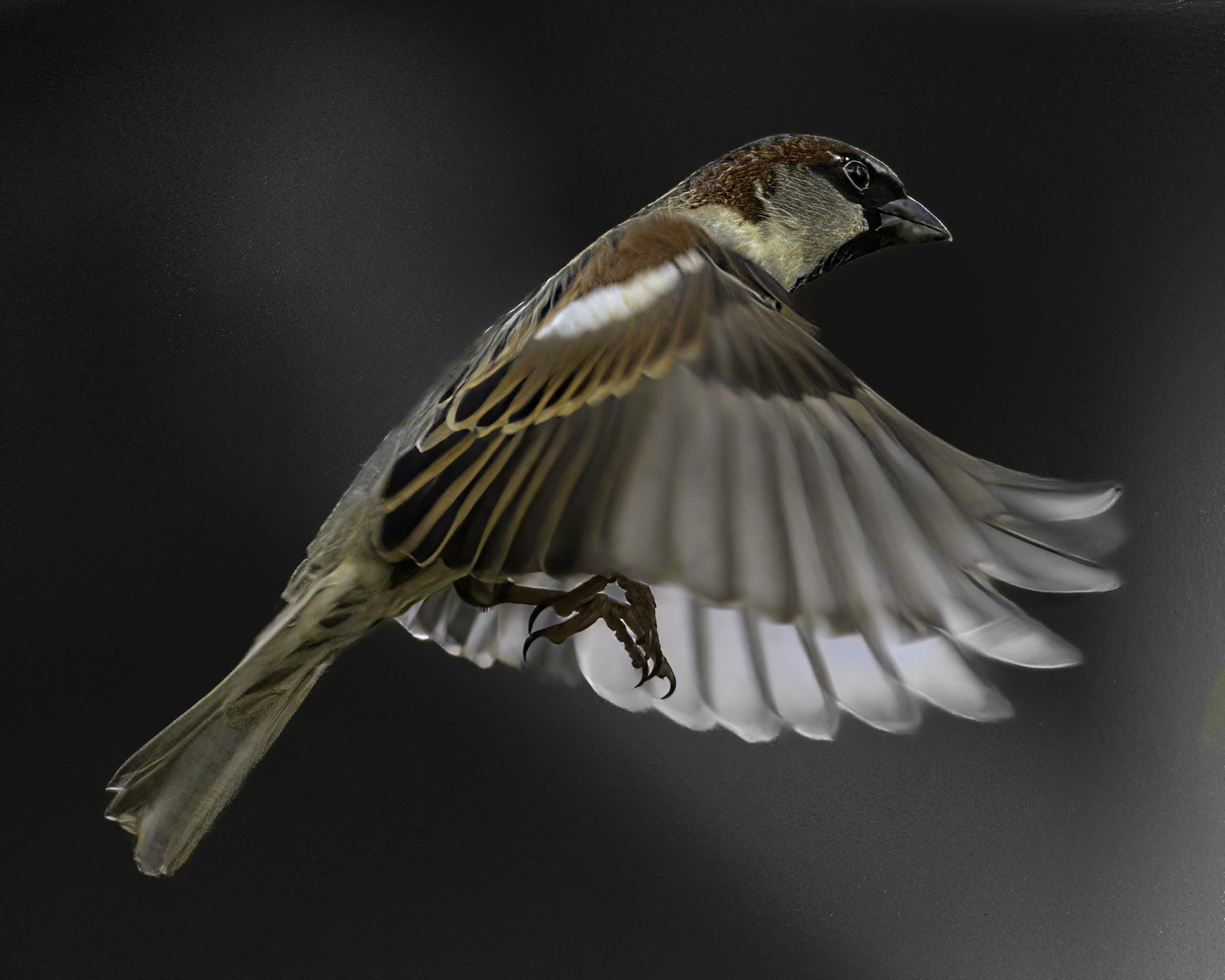
Samec v letu

Evropští vrabci jsou stálí a po celý rok zůstávají v blízkém okolí hnízdiště. Koncem léta a na podzim sice mohou zalétat do míst s bohatou potravní nabídkou (např. obilná pole) o něco dále, i tak se však zpravidla jedná o vzdálenosti do 3 km. Ani pohnízdní disperze mladých jedinců není nijak velká a pohybuje se typicky maximálně do 2 km. Přelety nad 20 km jsou vzácné a nad 100 km ojedinělé. Najdou se však i výjimky. Poddruhy bactrianus a parkini jsou tažné. Tah byl zaznamenán i u místních populací z Dánska, Německa nebo Anglie. Vrabec okroužkovaný v Anglii byl nalezen ve Španělsku. Zbloudilí jedinci z Nového Zélandu byli zaznamenáni na některých subantarktických ostrovech jako jsou ostrovy Protinožců, Snárské, Capmbellovy nebo Aucklandovy ostrovy. Populace z vysokých hor nezřídka sestupují na zimu do nížin. V Česku a na Slovensku bylo do roku 2002 okroužkováno 9618 vrabců, z čehož se podařilo získat zpětná hlášení o 254 z nich. Žádný z těchto vrabců přitom nepřeletěl více než 100 km.
Vrabec létá třepotavým letem s velmi rychlým máváním křídel, které působí poněkud pracně až neohrabaně. Létá rychlostí 29–55, nejčastěji 46 km / h. Po zemi se pohybuje hopsáním, pouze výjimečně chůzí.

### Vokalizace
Ozývá se širokou škálou švitořivých zvuků, „pravý“ zpěv ve smyslu zpěvu ostatních zpěvných ptáků postrádá. Tokající samci švitoří na jaře takřka nepřetržitě, ve středoevropských podmínkách nejintenzivněji mezi březnem a červnem, poté ještě hlavně v říjnu. Zatímco na jaře švitoří po celý den, na podzim hlavně zrána. Švitoření samce bývá jednoslabičné, jasně oddělené čilp čev čilp čelp čirp.... Při vyrušení vydává drnčivé čer'r'r'r'r...

### Potrava

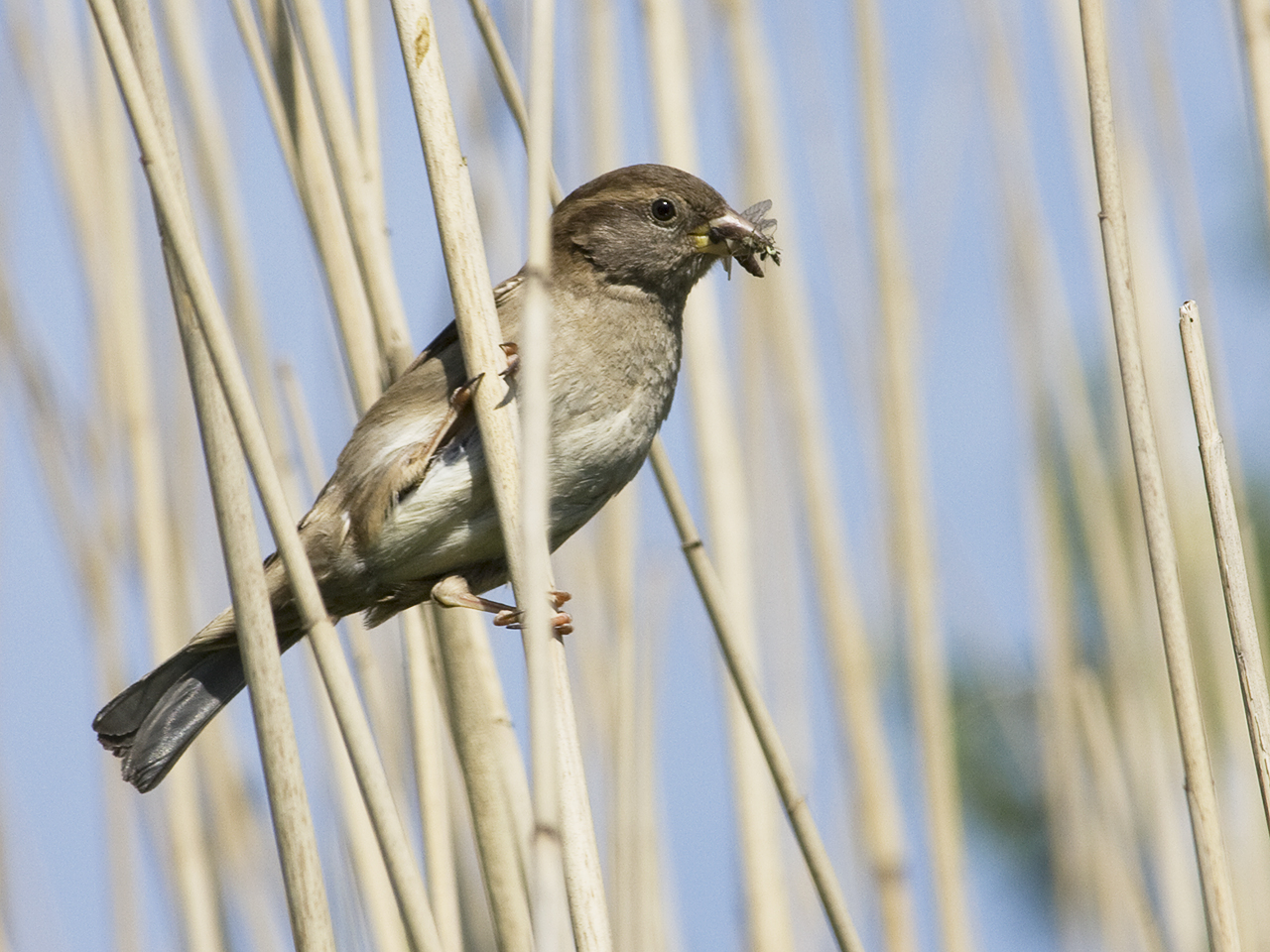
Samice s uloveným hmyzem

Vrabec domácí je potravní oportunista. V některých oblastech je komenzálem, jinde potravním konkurentem. Dospělci se nejčastěji krmí semeny obilnin (oves, pšenice, ječmen, kukuřice, čirok, proso, rýže) a plevele, avšak jsou značně přizpůsobiví místní a aktuální potravní nabídce. Z výsledků řady studií potravních návyků vrabců vyplývá, že rostlinná složka představuje kolem 85–90 % vrabčího jídelníčku, přičemž zbývající část zabírá živočišná část. V rostlinné složce lze vypozorovat silnou preferenci k semenům obilnin, která v případě dostupnosti u venkovských populací zabírají až 75 % rostlinné složky, zbytek je doplňován semeny dostupných druhů plevele, ale i listy, pupeny a zbytky z domácností. Hlavně u urbánních vrabčích populací je nedostatek obilných semen nahrazován pečivem. Poměr živočišné složky v jídelníčku vrabců je sezónně proměnlivý. Zatímco na jaře a v létě, kdy vrabci hnízdí a přepeřují, představuje typicky kolem 15–30 % jídelníčku, na podzim, kdy bývá dostatek obilných semen a semen jiných rostlin, to bývá pouze kolem 5 %. V zimě podíl živočišné složky klesá na minimum. V oblastech sadů jsou vrabci nechvalně proslulí požíráním čerstvých pupenů a bobulovitého ovoce.

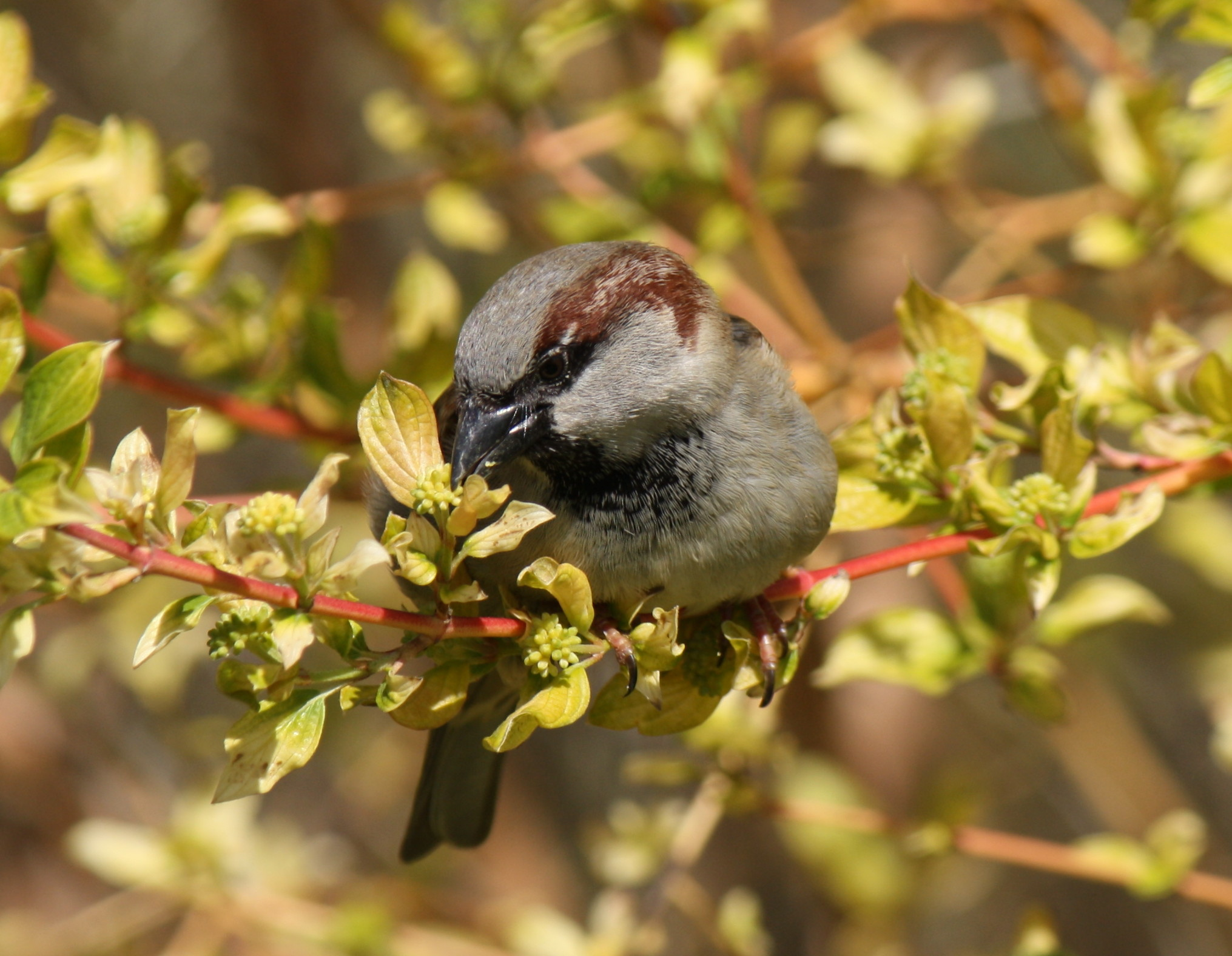
Samec při oždibování květu

Co se týče živočichů, dospělí vrabci nejsou příliš vybíraví a loví jakékoliv dostupné malé živočichy jako jsou malé druhy měkkýšů, korýšů, hmyzu, žížal a dokonce i obratlovců jako jsou plazi či nedospělé myši. Vrabec může kořist sbírat z povrchu země i z korun stromů, létající hmyz může lovit přímo za letu. Vrabci dovedou i vysbírávat hmyz z pavoučích sítí. V urbánním prostředí nezřídka vyzobávají hmyz zachycený na poznávacích značkách aut nebo z předních masek kamionů. Ptáčata jsou krmena takřka výhradně bezobratlými živočichy v dospělém nebo larválním stádiu. K nejdůležitějším skupinám bezobratlých v jídelníčku ptáčat patří nosatci, mšice, rovnokřídlí a motýlí housenky. Jak se ptáčata vyvíjí, podíl živočišné složky v jejich potravě klesá a ptáčata postupně přechází na rostlinnou stravu. V době vzletnosti v jejich jídelníčku již zcela převažuje rostlinný materiál.

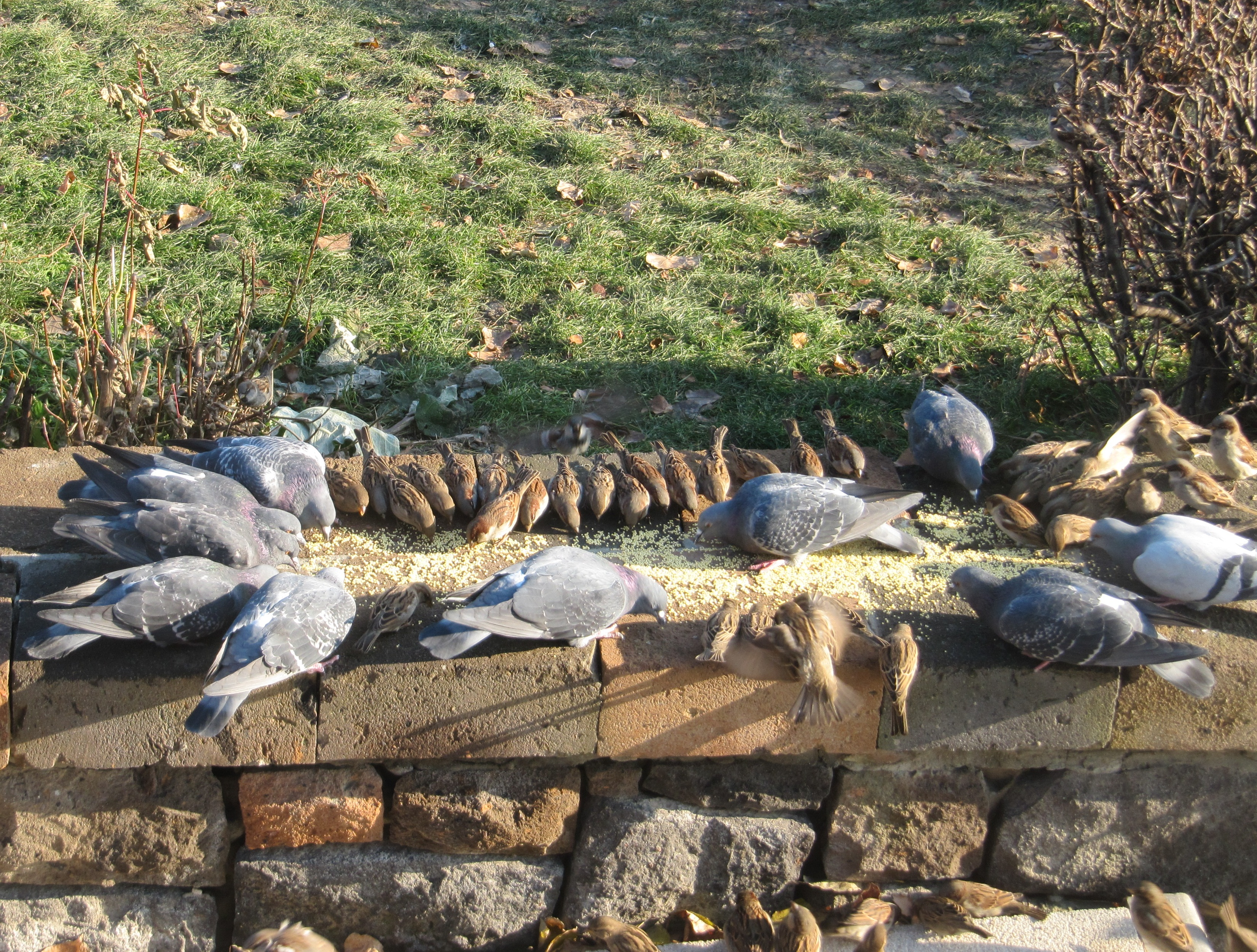
Hejno vrabců a holubů při krmení na drobcích

V blízkosti lidských sídel vrabec často hledá jídlo na smetištích nebo u odpadkových košů, na venkově s oblibou navštěvuje velkochovy hospodářských zvířat, drůbežárny nebo sklady obilí, které pro vrabce představují bohaté zásobárny potravy. Vrabec dokáže být při shánění potravy značně vynalézavý. Na Novém Zélandu se vrabci dokázali naučit otevírat posuvné automatické prosklené dveře prolétáváním kolem pohybových čidel. Podobně jako někteří jiní ptáci, i vrabec vyžaduje pro rozmělňování potravy grit. Ten mohou představovat buď kamínky nebo vápenité kousky skořápek nebo plžích ulit. Průměrná velikost kamenných gastrolitů v žaludcích vrabců z americké Iowy byla 0,5 mm (interval 0,1–2,4 mm) vrabčí žaludek jich v průměru obsahoval 462 (0–3204). Počet gastrolitů byl ovlivněn typem potravy; vrabci pojídající převážně živočišnou stravu mívali více gastrolitů než vrabci na převážně rostlinné stravě. V oblastech mírného pásu je vrabec znám uzobáváním okvětních lístků, zejména těch žlutě zbarvených. Důvody tohoto chování nejsou zcela vyjasněny.

### Hnízdění

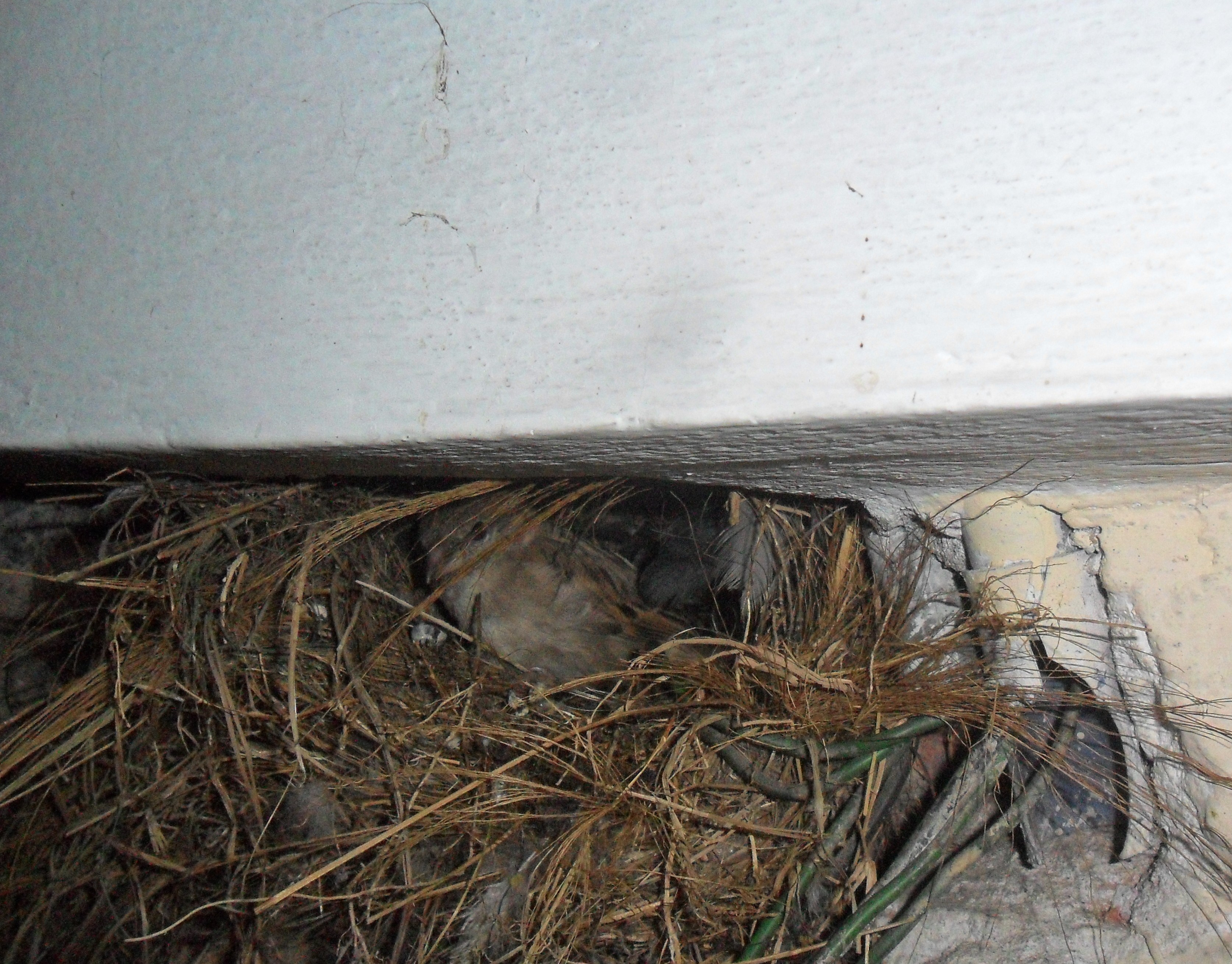
Hnízdo vrabce vklíněno v otvoru zdiva (Bangladéš)

Vrabci zahnizďují již v prvním roce života během prvního hnízdního období po narození. Hnízdící vrabci v prvním roce však nevykazují velkou míru hnízdních úspěchů a vrabci ve druhém roce mívají větší snůšky a vyvádějí více ptáčat než vrabci jednoroční. Velká míra jejich úspěchů spočívá v časnějším zahnízdění. Doba zahnízdění se liší podle širší geografické lokace, místních environmentálních podmínek a může se lišit i rok od roku. Na počátek doby zahnízdění má vliv hlavně teplota, resp. změna teploty vzduchu indikující končící zimu a tím nárůst počtu bezobratlých živočichů. Ti poskytují samicím dostatek živin pro energeticky náročnou tvorbu vajec a ptáčatům potřebné živiny pro jejich růst. V Česku k zahnízdění dochází nejčastěji mezi dubnem a červencem. Pokud vrabci hnízdí na stanovištích s celoročním přísunem tepla (např. uvnitř budov nebo velmi teplých stájích), může k zahnízdění dojít i v zimě.

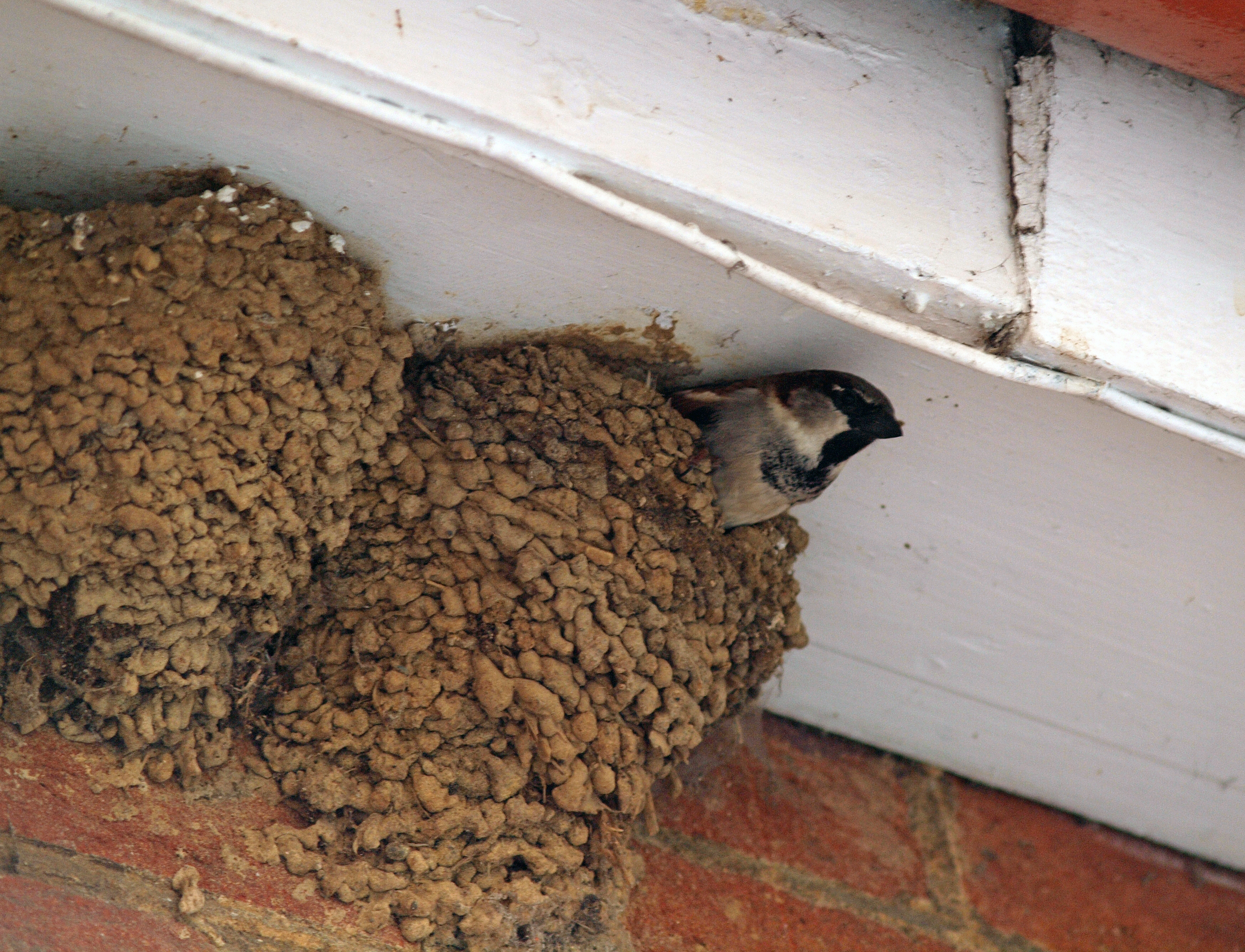
Vrabec v obsazeném hnízdě jiřičky

Hnízdní občas jednotlivě, častěji v koloniích o 10–20 párech. Mladí samci zabírají hnízdní stanoviště již dlouho před hnízděním, v Česku mezi říjnem a prosincem. Samec po nalezení vhodného hnízdního stanoviště (např. škvíry ve zdivu) často usedá na jeho okraj a hlasitě švitoří. Později během námluv natáčí hlavu dozadu, vypíná hruď, uklání se a spouští křídla, to vše za náruživého bránění hnízdiště před ostatními samci. Jakmile dojde k utvoření páru, vrabci spolu typicky zůstávají celý život, často na stejném hnízdě. Vrabec domácí však není jednoznačně monogamní druh. Běžné jsou mimopárové kopulace, kterých se typicky účastní starší samci (2 a více let). Zhruba 10–20% narozených ptáčat bývá výsledkem těchto extrapárových aktivit. K samotnému pářícímu aktu dochází nejčastěji mimo hnízdo někde na bidle (větev stromu, střecha domu aj.), občas i na zemi nebo přímo na hnízdě.
V urbánním prostřední bývají hnízda umístěna na střechách domů, za okapy, v různých škvírách a otvorech ve zdivu budov, na stožárech, v budkách aj. Zvláště populární hnízdní stanoviště se nachází ve škvírách u žárovek pouličního osvětlení, což patrně souvisí s teplem, které tyto žárovky vydávají. Flexibilita vrabců jde však mnohem dále. Z povodí Nilu je znám případ vrabce hnízdícího na hausbótu, který se běžně pohyboval po Nilu až 30 km od místa svého kotviště. V Kansasu zase byli zaznamenáni vrabci hnízdící na povrchové ropné pumpě, takže se hnízdo vrabců každé 3–4 vteřiny pohnulo o 60 cm nahoru nebo dolů. Občas hnízdí i na stromě. Mimo lidská sídliště zahnizďuje v přirozeně se vyskytujících skalních škvírách, ve stromových dutinách atp. Nezřídka obsazuje hnízda jiných pěvců jako jsou břehule, jiřičky nebo vlaštovky. Jindy své hnízdo vklíní do spodních částí masivních hnízd jiných ptáků včetně čápa bílého, havrana polního nebo dokonce některých dravců (zaznamenáni byli mj. iktinie mississippská, luňák hnědý, káně lesní, bělohrdlá a rudochvostá). V případě smrti jednoho z partnerů je zesnulý partner rychle nahrazen jiným, nezadaným vrabcem, což se může opakovat i několikrát během téhož hnízdního období.

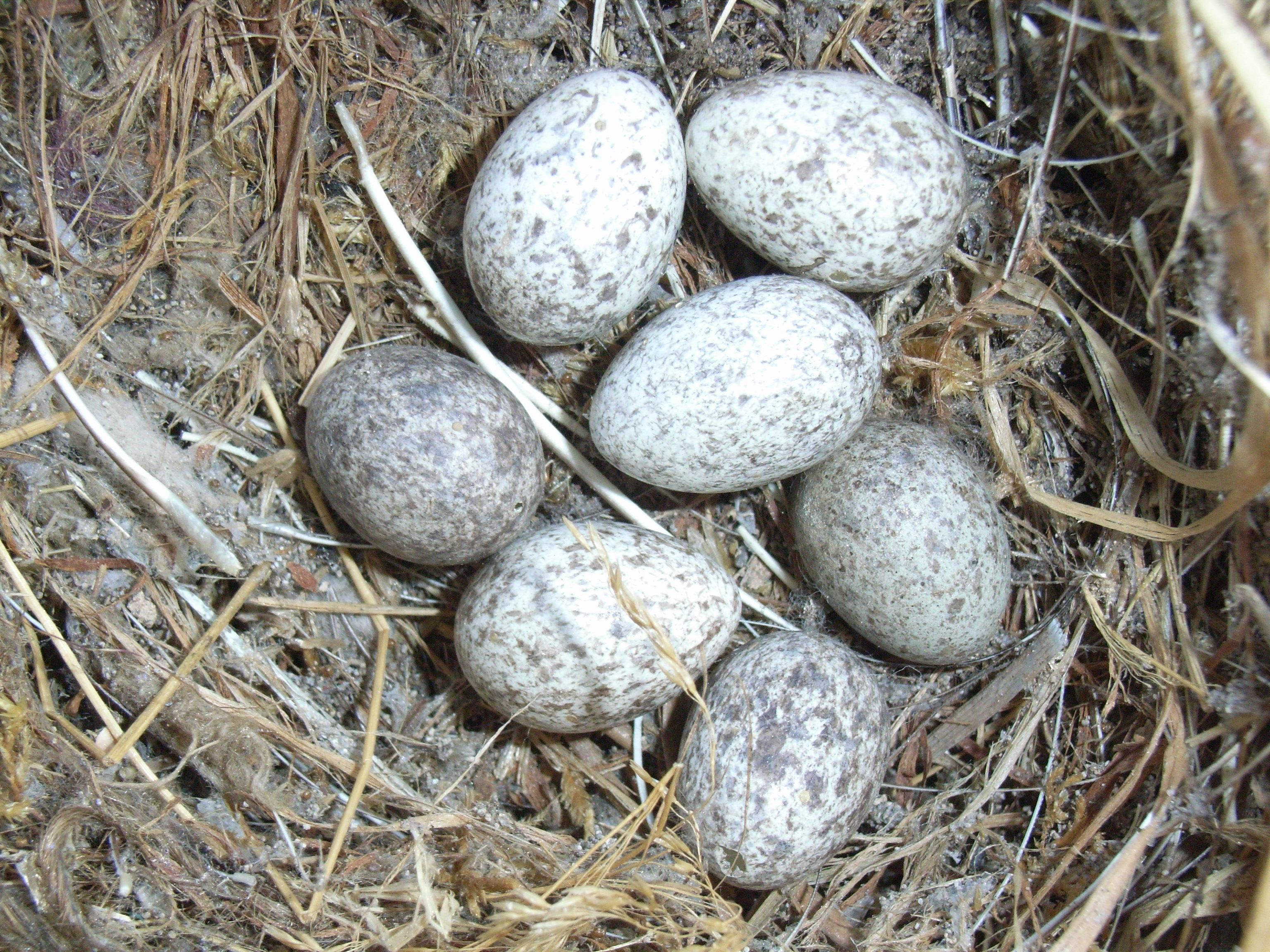
Snůška vrabce domácího na hnízdě

Hnízdo v podobě kopule s postranním otvorem stavějí oba partneři. Samostatně stojící hnízdo bývá zastřešeno, stejně jako hnízda v dostatečně velkých otvorech. Hnízda vklíněna do menších krytých škvír nemusí mít horní část dostavěnu. Stavebním materiálem jsou stonky rostlin, občas i kořínky, mech, listy a různý materiál vzniklý lidskou činností jako jsou kousky papíru a textilu, vata. Výstelku tvoří hlavně peří. Typické vnější rozměry hnízda jsou kolem 20 × 30 cm. V Československu měla hnízda zvenku v průměru 22,8 cm a byly vysoké 16,5 cm. Ve vrabčí kolonii je vzdálenost jednotlivých hnízd dána dostupnými možnostmi; typicky to je přes metr, avšak může to být pouze 20–30 cm.

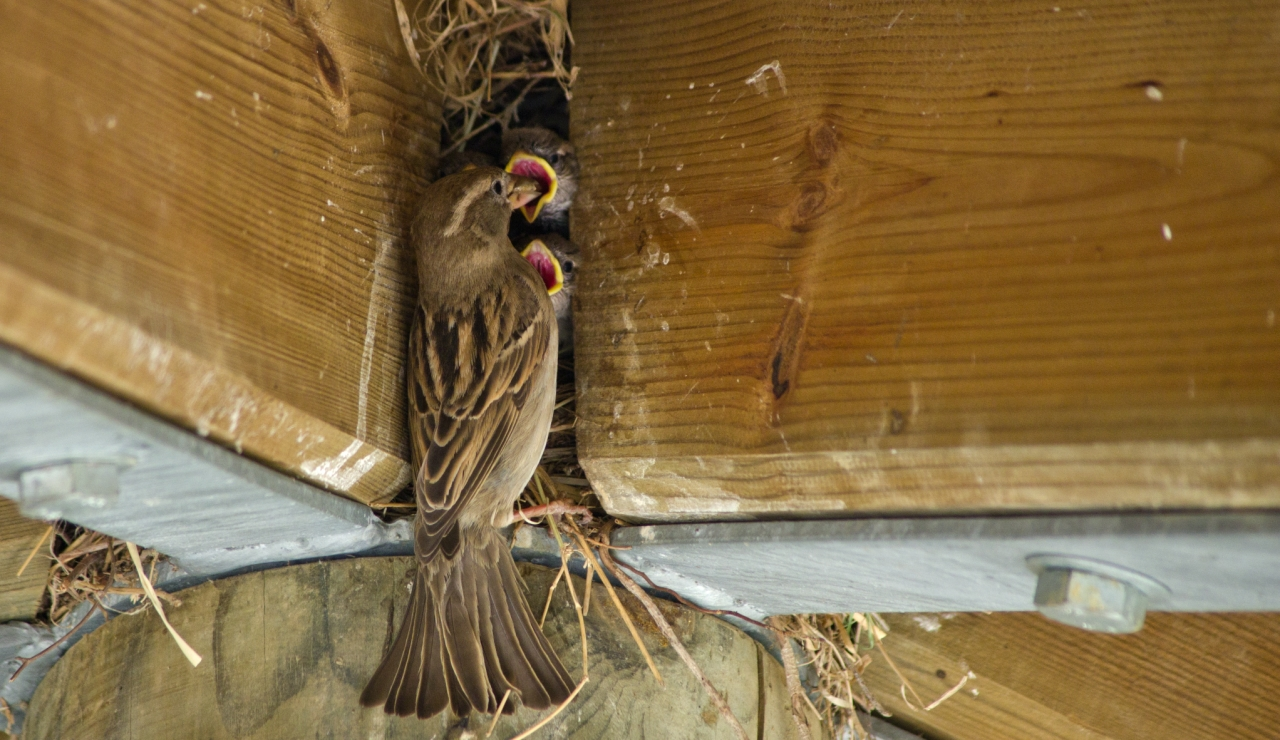
Samice při krmení mláďat (Francie)

Samice typicky vytváří několik snůšek za rok. Počet snůšek závisí na délce hnízdní sezóny. V oblastech mírného pásu samice typicky kladou kolem čtyř snůšek, avšak v tropech, kde je hnízdní sezóna značně prodloužená, se může pokusit i o sedm snůšek ročně. Naopak za polárním kruhem hnízdí pouze jednou či dvakrát za rok. V Česku hnízdí dvakrát až pětkrát ročně, přičemž samice může začít snášet novou snůšku již po dvou dnech od vyvedení mláďat z předchozí snůšky. V Česku nejčastěji klade 3–6 vajec (rozptyl 2–7). Vejce mívají typicky vejčitý tvar, avšak objevují se i takřka kulatá nebo výrazně protáhlá, elipsovitá vejce. Mívají různá zbarvení od špinavě bílé po nazelenalé nebo namodralé s tmavšími skvrnami různých odstínů a hustot. Typická hmotnost vejce se pohybuje kolem 2,8 g, rozměry kolem 22,2×15,6 mm. Samice snáší vejce v denních intervalech, od 2. snůšky dále může občas snášet obden.

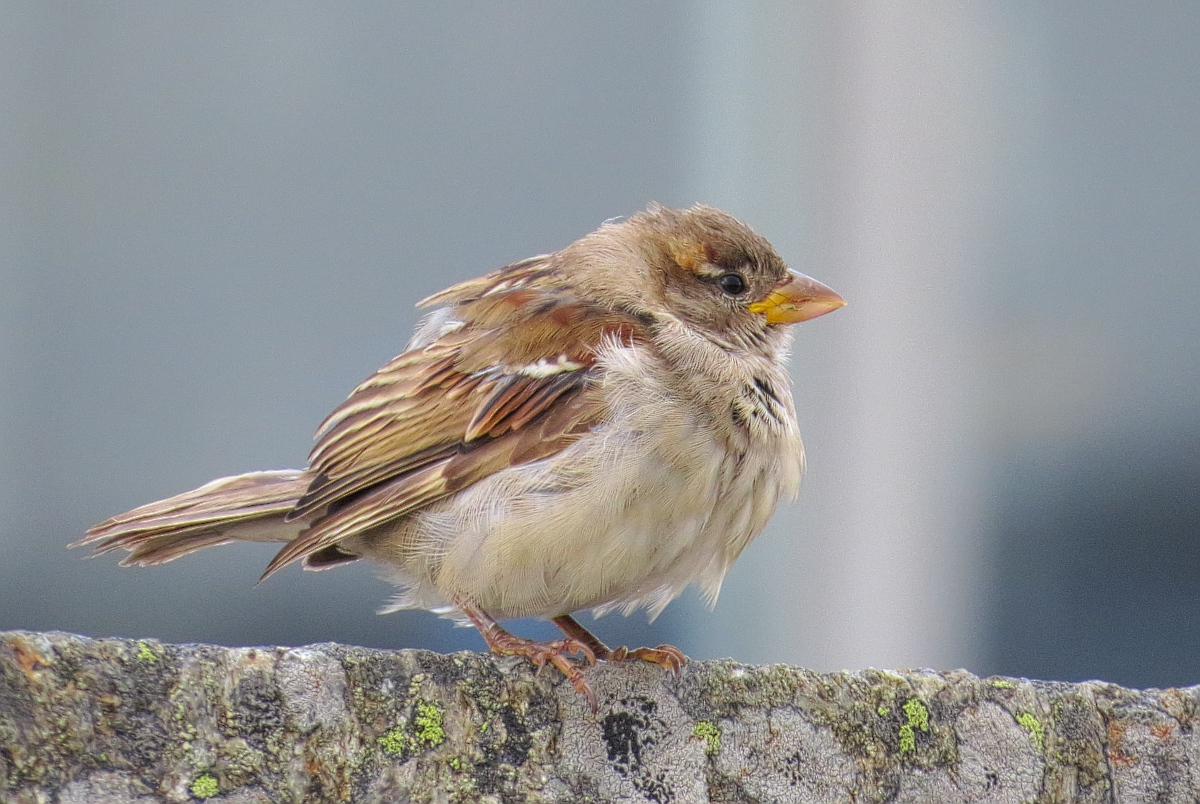
Mládě vrabce domácího

Inkubace začíná typicky po snesení posledního vejce, občas po snesení předposledního vejce. Inkubují oba rodiče, avšak pouze u samice se vyvíjí hnízdní nažina, takže samec vejce spíše zakrývá než inkubuje. V případě smrti samce je nicméně hnízdní úspěšnost nižší, takže jeho funkce je v době inkubace důležitá. Délka inkubační směny samice je pouze kolem 10 minut, u samce kolem 7 minut. Hřadování samice v době hnízdění probíhá na hnízdě. Množství denní aktivity strávené inkubací se liší podle teploty; v chladnějších oblastech samice tíhnou k delší inkubaci. Inkubace trvá typicky 11–14 dní, avšak v závislosti na podmínkách může trvat 10–17. Altriciální ptáčata se rodí v průběhu 1–2 dní. Nejmenší mládě často uhyne na hnízdě a bývá vytlačeno z hnízda ven. Samice zahřívá své potomky po 2–6 dní. Jejich potravu zajišťují oba rodiče po dobu kolem 12–18 dní, načež dochází k vylétnutí z hnízda. Během dalších 10–14 dnů však mláďatům rodiče i nadále shání potravu. Typicky pouze samec, protože samice pracuje na další snůšce.
K intraspecifickému (vnitrodruhovému) i interspecifickému (mezidruhovému) hnízdnímu parazitismu dochází pouze vzácně. Důvodem nízké frekvence mezidruhového parazitismu je u vrabců patrně jejich ekologie hnízdění. Vrabci hnízdní často v rušném prostředí v blízkosti člověka a nezřídka na místech, která jsou jen velmi těžko přístupná větším ptačím druhům. K zaznamenaným hnízdním parazitům vrabců patří hlavně kukačky a vlhovci.

### Přežití, predace, nemoci a parazité
Slovy amerického biologa Teda Andersona, „takřka všechno požírá vrabce domácí“. K predátorům vrabců patří nejrůznější druhy místních ptáků (krkavcovití, sovy, dravci, flétňáci, straky, vlhovci aj.) i savců (hlavně kočka domácí, ale i např. kusu liščí nebo veverka obecná). V Česku byla zaznamenán hnízdní úspěšnost 43–69 %. Největší ohrožení během hnízdění představovala predace (krahujec, straka, potkan, lasice kolčava, kočka) a špatné počasí (dlouhotrvající deště, nízké teploty). Vrabec může být proti predátorům značně agresivní a vetřelce mohou společně mobbovat. Samci přitom vykazují v přítomnosti vetřelců riskantnější chování, což může signalizovat, že se jedná o signál sexuální kvality i dominance samce v rámci hejna. Míra přežití se u dospělých vrabců pohybuje kolem 45–65 %, přičemž nejvíce v ohrožení jsou vrabci v prvním roce života. Může se dožít až 19 let, v zajetí až 23 let. Nejvyšší zjištěný věk prokázaný kroužkováním (k roku 2003) je 19 let a 9 měsíců (♀).
Vrabec domácí hostí stovky různých virů a parazitů. I přes velkou spoustu těchto zaznamenaných organismů je jejich efekt na vrabčí populace v zásadě neznámý. K parazitům patří např. motolice, tasemnice, kokcidie, všenky, ploštěnci nebo vrtejši. Na kůži, v kůži, v perech, brcích a v nosních dutinách parazitují různé druhy roztočů. Vrabci představují přirozený rezervoár arbovirů, které se mohou přenášet i na člověka a jeho domestikovaná zvířata. Příkladem takového viru může být virus Západního Nilu (WNV). V Chile bylo odhaleno, že řada parazitů byla do této země introdukována spolu s vrabci. V severozápadní Číně byl zaznamenán výskyt parazitického prvoku Toxoplasma gondii, který ohrožuje i místní populace lidí, kteří vrabce s oblibou jedí a tento cizopasník se tak na ně může přenést. K častým nemocem vrabců patří ptačí malárie nebo ptačí chřipka.

## Ohrožení

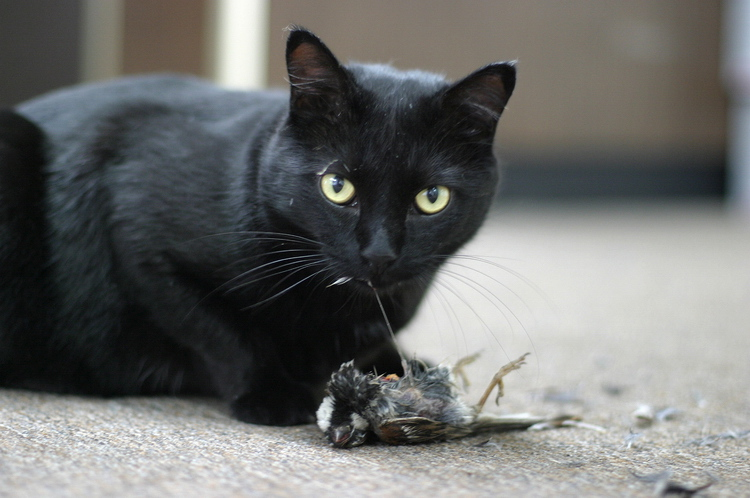
Kočka při pojídání vrabce

Mezinárodní svaz ochrany přírody hodnotí vrabce domácího jako málo dotčený druh. Důvodem je hlavně jeho extrémně velká populace s obrovským areálem výskytu. Někdy od 70. let 20. století však dochází ke snižování stavů vrabce domácího. Úbytek vrabců byl zaznamenán nejprve ve Spojených státech, kde byl dáván do souvislosti s šířením hýla mexického (Haemorhous mexicanus), který byl kolem roku 1940 vypuštěn ve východní části Spojených států, odkud se začal rychle šířit podél pobřeží, do vnitrozemí i do Kanady. Brzy se však začalo ukazovat, že úbytek početnosti vrabců nastává i v Evropě a mimo ni (např. v Indii). Dobře zdokumentován je pokles vrabčí populace ve Spojeném království, kde jen mezi lety ~1975–2005 došlo k poklesu početnosti venkovských vrabců o 47 % a u (pří)městských populací dokonce o 60 %. V Nizozemsku stavy vrabců domácích od 80. let poklesly natolik, že je tam vrabec domácí považován za ohrožený druh. Podle studie z roku 2021 zabývající se populačním stavem ptáků Evropské unie došlo mezi lety 1980–2017 k poklesu početnosti vrabce domácího o 27 %, což představuje pokles o cca 247 milionů vrabců.
Důvody snižování početnosti vrabců nejsou jednoznačné a bude se jednat spíše o kombinaci mnoha faktorů. Za hlavní příčinu bývá často považováno snížení potravní nabídky bezobratlých, ze které hlavně na venkově může změna zemědělských praktik, mj. rozšíření používání pesticidů. V městském prostřední to je pak hlavně úbytek křovinaté vegetace. Z dalších důvodů uváděných v literatuře lze jmenovat zvýšenou predaci (hlavně krahujcem obecným, ale také strakami nebo kočkami), nemoci jako je ptačí malárie, snížení počtu vhodných hnízdních stanovišť a znečištění ovzduší. Zmíněno bylo dokonce elektromagnetické záření.
Podobně jako v tehdejším Československu, i v ostatních zemích byly ve 20. a 30. letech 20. století urbánní populace vrabců zasaženy výměnou koňských povozů za automobily. Vrabcům vymizela snadno dostupná potrava v podobě nestrávených semen ovsa v kobylincích (v koňském trusu). Upozornit na úpadek vrabčích populací se snaží Světový den vrabců, který se od roku 2010 každoročně slaví 20. března.

## Vztah k lidem

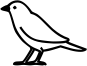
Egyptský hieroglyf G37 (vrabec)

Vrabec domácí má blízký vztah se člověkem, kterého provází již od neolitické revoluce. Vrabci jsou dokonce několikrát zmíněni v bibli. Jak v Matoušově, tak v Lukášově evangeliu se o vrabcích hovoří v souvislosti s jejich nízkou prodejní cenou – ani ta nezpůsobila, že by na ně Bůh zapomněl. Vrabci v tomto kontextu představují rozsah Boží lásky. Vrabec je dokonce jedním z egyptských hieroglyfů.
O vrabci lze nalézt zmínky ve velké řadě literárních děl a je předmětem četných uměleckých vyobrazení. Vrabec se objevuje i v českých příslovích, k tomu nejznámějšímu patří „Lepší vrabec v hrsti, nežli holub na střeše.“ V českém překladu Brehmova Života zvířat (1888) se k druhu lze dočíst mimo jiné následující:
Významné je při vrabci, že všude tam, kde se vyskytuje, jeví velikou přítulnosť k člověku. Obývá ve hlučném městě hlavním jako v osamocené vesnici, je-li obklopena žírnými poli, scházeje jen v některých vesnicích lesních, jde za postupujícím osadníkem po všech zemích asijských, ve kterých dříve nebydlíval, usazuje se, vyletuje z lodí, na ostrovech, na nichž byl dříve neznámým, a zůstává a ssutinách zbořených dědin jakožto živý svědek uplynulých sťastnějších časův.
Alfred Brehm, Život zvířat, 1988
Karel Kněžourek v roce 1910 popsal vrabce domácího mj. takto:
Vrabčák brzo poznal, že z blízkosti člověka, hospodáře, rolníka, kyne mu prospěch a proto se jej po staletí přidržuje, jako ta Bída v pohádce, a pošinuje s ním i svoje bydliště, stávaje se tak obtížným „parasitem“, spíše samozvancem. Kde se zemědělství daří, ať na severu ať na jihu, všude se s ním šíří také vrabčí kultura.
Karel Kněžourek, Velký přírodopis ptáků, 1910

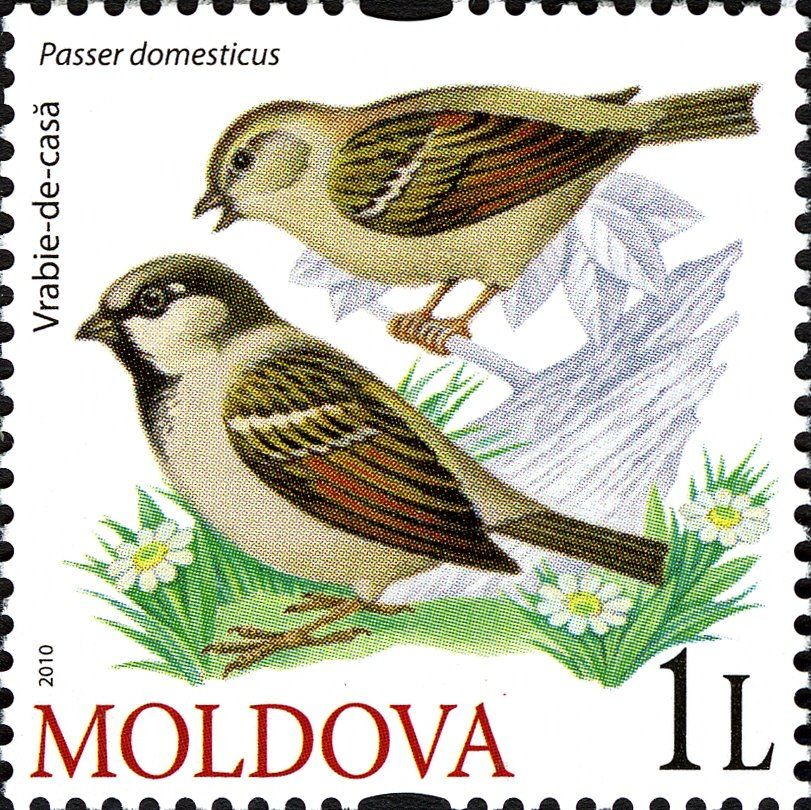
Pár vrabců na moldavské známce

Hlavně v minulosti byli vrabci s oblibou konzumováni lidmi. V Evropě a na Blízkém Východě bývala po staletí v oblibě vrabčí polévka nebo vrabčí koláč (naslano). Od počátku 16. století je v severozápadní Evropě doloženo používání tzv. vrabčích hrnců. Jednalo se o pórovinovou hrncovou nádobu s malým vchodem tak akorát pro vklouznutí lidské ruky, která se zavěsila na zeď domu. Pokud v ní vrabci zahnízdili, člověk snadno mohl z nádoby vytáhnout ptáčata nebo vejce ke konzumaci (předpokládané). Z Velké Británie tyto nádoby vymizely někdy před první světovou válkou. V některých oblastech, jako je Čína, jsou vrabci stále konzumováni, stejně jako patrně v některých oblastech Středomoří.
Česká společnost ornitologická v roce 2003 vrabce domácího vyhlásila ptákem roku 2003, aby tak mj. upozornila na jeho ubývající počty. Z podobných důvodů byl vrabec domácí zvolen ptákem roku 2002 v Německu. Vrabci byli v minulosti také chováni, nicméně jejich odchov není snadný.

### Vrabci jako škůdci
Všudypřítomnost, vysoká početnost a rychlé rozšíření vrabce nejednou postavilo do konfliktu s lidmi, kteří jej vinili z konzumace zemědělských produktů nebo z přenosu nebezpečných patogenů na lidi a dobytek. Kromě konzumace zrní mohou hejna vrabců způsobit i škodu v sadech, kde požírají květy, pupeny a občas i ovoce. Někdy mohou působit škodu na zelenině požíráním hrachu, sladké kukuřice nebo oždibováním salátu. Množství ztraceného zrní se může výrazně lišit podle oblasti; může sice sahat i k desítkám procent, ale v Česku ztráty dosahovaly pouze 0,005 % až 0,01 % na velkých polích a 0 % až 12,5 % na menších polích. V průměru došlo ke ztrátám 2–4 % obilné úrody, nejčastěji pšenice a ječmene.
V některých oblastech, kam se vrabci v nedávné minulosti[kdy?] rozšířili, bylo rozšíření vrabců dáváno do souvislosti s vytlačením místních ptačích druhů. Nejvýrazněji to je patrné u místních sekundárních hnízdičů, tzn. ptáků, kteří využívají k hnízdění hnízda jiných druhů ptáků, což s oblibou dělají i vrabci. Agresivní vrabci často místní populaci vytlačí. V Severní Americe byl pozorován negativní vliv vrabců na salašníky rodu Sialia. Proto došlo v řadě oblastí ke snaze redukovat vrabčí populaci, nejčastěji zrním otráveným strychninem, také odchytem do pastí nebo odstřelem. Tyto pokusy však nebyly zcela úspěšné a vrabci prokázali vysokou odolnost vůči snaze člověka kontrolovat jejich stav. V roce 2012 došlo k pokusu zcela vyhubit vrabce na Ostrově Robinsona Crusoea pomocí odstřelu a pastí. Populace byla redukována, ale navzdory odstřelu pokračujícímu v následujících letech se vrabce vyhubit nepodařilo.